# Deporte de exhibición

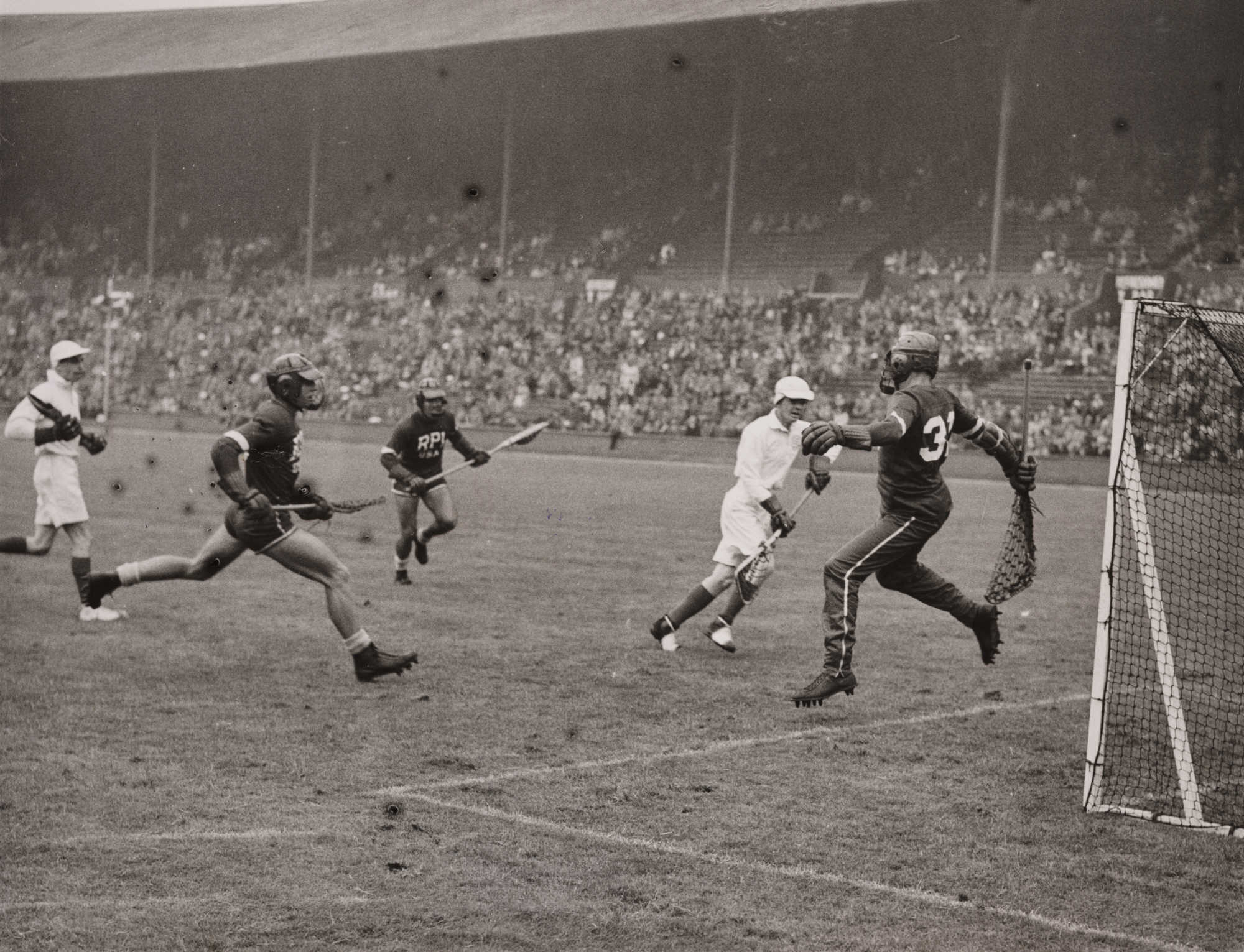
Lacrosse en olimpiadas de Londres 1948, exhibición de lacrosse.

Un deporte de exhibición es un deporte que se muestra —principalmente durante los Juegos Olímpicos, pero también en otros eventos deportivos internacionales— sin tener la categoría de oficial o el mismo estatus que el resto de disciplinas a concurso con el objetivo de dar a conocer tradiciones locales o ser promovido a deporte oficial, algo que ha ocurrido con deportes como, por ejemplo, el baloncesto.

## Origen
Los deportes de exhibición comenzaron oficialmente en los Juegos Olímpicos de Estocolmo 1912. En esa ocasión, Suecia incluyó el glima, forma de lucha libre tradicional escandinava, en el programa olímpico, pero sus medallas no fueron contadas como oficiales.
Muchos comités organizadores decidieron incluir al menos un deporte de exhibición en cada edición de los Juegos Olímpicos, especialmente los que son más populares en cada país. Dos ejemplos de ello fueron el béisbol en Los Ángeles 1984 y taekwondo en Seúl 1988.
Los deportes de exhibición fueron suspendidos después de los Barcelona 1992, debido a que el programa olímpico creció e hizo más difícil para los comités organizadores poner empeño en ello al igual que con los demás deportes oficiales.
Por ello, a partir de los Juegos Olímpicos de 2016 se reintoducirá un requerimiento para los futuros comités con el fin de introducir nuevos deportes. Para los Juegos Olímpicos de Pekín 2008, se otorgó permiso para organizar una competencia de Wushu, sin que este fuera tenido en cuenta como deporte de exhibición.
En el caso de los juegos de Tokio 2020, aplazados para 2021, se estuvo barajando la introducción de nuevas disciplinas tales como el squash, el ajedrez, el bridge, el billar, el patinaje, el ‘wakeboard’ o la escalada.

## Juegos Olímpicos de Verano
| Juegos              | Deportes de exhibición |
| ------------------- | --- |
| Atenas 1896         | ninguno |
| París 1900          | • Globo (m) • Bolas (m) • Jeu de paume (m) • Salvavidas (m) • Longue paume (m) • Deportes de motor (m) • Deportes de motor acuáticos (m) |
| Saint Louis 1904    | • Baloncesto • Fútbol americano (m) • Entrenamiento con pesas con halteras (m)                                                           |
| Londres 1908        | ninguno |
| Estocolmo 1912      | • Béisbol (m) • Glima (m) |
| Amberes 1920        | • Korfbal (m) |
| París 1924          | • Pelota vasca (m) • Bastón de combate (m) • Canotaje canadiense y kayak (m) • Savate (m)                                                |
| Ámsterdam 1928      | • Kaatsen (m) • Korfbal (m) • Lacrosse (m)                                                                                               |
| Los Ángeles 1932    | • Fútbol americano (m) • Lacrosse (m) |
| Berlín 1936         | • Béisbol (m) • Vuelo sin motor (m) |
| Londres 1948        | • Lacrosse (m) • Gimnasia sueca (Ling) (m y f)                                                                                           |
| Helsinki 1952       | • Béisbol finés (m) • Balonmano (m) |
| Melbourne 1956      | • Fútbol australiano (m) • Béisbol (m)                                                                                                   |
| Roma 1960           | ninguno |
| Tokio 1964          | • Béisbol (m) • Budō (m) |
| México 1968         | • Pelota vasca (m) • Tenis (m y f) |
| Múnich 1972         | • Bádminton (m y f) • Esquí acuático (m y f)                                                                                             |
| Montreal 1976       | ninguno |
| Moscú 1980          | ninguno |
| Los Ángeles 1984    | • Béisbol (m) • Tenis (m y f) |
| Seúl 1988           | • Bádminton (m y f) • Béisbol (m) • Bolos (m y f) • Judo (f) • Taekwondo (m y f)                                                         |
| Barcelona 1992      | • Pelota vasca (m y f) • Hockey sobre patines (m) • Taekwondo (m y f)                                                                    |
| Atlanta 1996        | ninguno |
| Sídney 2000         | ninguno |
| Atenas 2004         | ninguno |
| Pekín 2008          | Wushu |
| Londres 2012        | ninguno |
| Río de Janeiro 2016 | ninguno |
| Tokio 2020          | ninguno |
| París 2024          | ninguno |